# I-371 (tàu ngầm Nhật)
I-371 là một tàu ngầm vận tải thuộc lớp Type D1 được Hải quân Đế quốc Nhật Bản chế tạo vào giai đoạn cuối Chiến tranh Thế giới thứ hai. Nhập biên chế năm 1944, nó chỉ thực hiện được một chuyến vận tải duy nhất rồi mất tích trong chặng quay trở về vào tháng 2, 1945. Nó có thể đã bị tàu ngầm Hoa Kỳ USS Lagarto đánh chìm ngoài khơi eo biển Bungo vào ngày 24 tháng 2, 1945.

## Thiết kế và chế tạo

### Thiết kế
Tàu ngầm Type D là một kiểu tàu ngầm vận tải, được thiết kế dựa trên chiếc U-155 Deutschland của Hải quân Đế quốc Đức trong Thế Chiến I. Chúng có trọng lượng choán nước 1.808 tấn (1.779 tấn Anh) khi nổi và 2.251 tấn (2.215 tấn Anh) khi lặn, lườn tàu có chiều dài 73,5 m (241 ft 2 in), mạn tàu rộng 8,9 m (29 ft 2 in) và mớn nước sâu 4,46 m (14 ft 8 in). Con tàu có thể lặn sâu đến 75 m (246 ft), và có khả năng vận chuyển 85 tấn hàng hóa cùng mang theo hai xuồng đổ bộ Daihatsu.
Tàu ngầm Type D1 được trang bị hai động cơ diesel Kampon Mk.23B Model 8 tổng công suất 1.850 mã lực phanh (1.380 kW), mỗi chiếc vận hành một trục chân vịt. Khi lặn, mỗi trục được vận hành bởi một động cơ điện công suất 600 mã lực (447 kW). Khi di chuyển trên mặt nước nó đạt tốc độ tối đa 13 hải lý trên giờ (24 km/h; 15 mph) và 6,5 hải lý trên giờ (12,0 km/h; 7,5 mph) khi lặn dưới nước, tầm xa hoạt động của Type D1 là 15.000 hải lý (28.000 km; 17.000 mi) ở tốc độ 10 hải lý trên giờ (19 km/h; 12 mph), và có thể lặn xa 120 nmi (220 km; 140 mi) ở tốc độ 3 hải lý trên giờ (5,6 km/h; 3,5 mph).
Type D1 thoạt tiên không được trang bị các ống phóng ngư lôi, nhưng do đòi hỏi mạnh mẽ từ các chỉ huy tiền phương, ít nhất các chiếc I-361, I-363 và I-369 được trang bị hai ống phóng phía mũi cùng hai ngư lôi Type 95 53,3 cm (21,0 in) để tự vệ.  Vũ khí trên boong tàu bao gồm một khẩu hải pháo 14 cm (5,5 in), cùng một pháo phòng không 25 mm Type 96 nòng đôi. Những chiếc còn sống sót vào đầu năm 1945 được cải biến để mang theo tối đa năm ngư lôi tự sát Kaiten.

### Chế tạo
I-371 được đặt lườn như là chiếc Tàu ngầm số 5471 tại xưởng tàu của hãng Mitsubishi ở Kobe vào ngày 22 tháng 3, 1944. Nó được đổi tên thành I-371 đồng thời được hạ thủy vào ngày 21 tháng 7, 1944. Con tàu hoàn tất và nhập biên chế vào ngày 2 tháng 10, 1944, dưới quyền chỉ huy của Đại úy Hải quân Kamihiroishi Yasuo.

## Lịch sử hoạt động
Sau khi nhập biên chế, I-371 được phối thuộc cùng Quân khu Hải quân Sasebo, và được điều về Hải đội Tàu ngầm 11 để chạy thử máy huấn luyện. Nó được điều sang Hải đội Tàu ngầm 7 từ ngày 7 tháng 12, 1944, Trong tháng 12, nó di chuyển từ biển nội địa Seto đến Yokosuka để bắt đầu một đợt huấn luyện kéo dài 20 ngày tại đây. 
Vào ngày 30 tháng 12, I-371 khởi hành từ Yokosuka cho chuyến đi vận tải duy nhất của nó đến căn cứ Truk cùng đảo Meleyon tại Woleai thuộc quần đảo Caroline, vận chuyển 50 tấn thực phẩm và thư tín cùng xăng máy bay, phụ tùng và đạn dược cho Phi đoàn 171 Hải quân đặt căn cứ tại Truk. Đơn vị này cần tiếp tục vận hành những máy bay trinh sát Nakajima C6N1 Saiun để tiếp nối các phi vụ nhằm trinh sát nơi neo đậu của hạm đội Hoa Kỳ tại Ulithi. Chiếc tàu ngầm đi đến Truk vào ngày 18 tháng 1, chất dỡ một phần hàng tiếp liệu dành cho căn cứ này. Trong khi nó ở lại đây, một thủy phi cơ Aichi E13A1 xuất phát từ đảo Mereyon đã đến nơi vào ngày 20 tháng 1, mang theo thông báo lịch trình của I-371 đi đến Mereyon.
Vào ngày 22 tháng 1, I-371 xuất phát từ Truk để đi sang đảo Mereyon, đến nơi lúc khoảng 22 giờ 00 ngày 25 tháng 1. Nó đã cung cấp 50 tấn thực phẩm và thư tín, cho phép nâng khẩu phần gạo hàng ngày cho mỗi binh lính trên đảo Mereyon từ 5 đến 7 ounce (140 đến 200 g). Sau khi hoàn tất việc chất dỡ hàng hóa lúc 03 giờ 00 ngày 26 tháng 1, nó lên đường quay trở lại Truk, đến nơi vào ngày 28 tháng 1. Chiếc tàu ngầm đón lên tàu một số hành khách tại Truk để đưa trở về Nhật Bản, rồi lại trở ra khơi với dự kiến sẽ về đến Yokosuka vào ngày 21 tháng 2. Tuy nhiên chiếc tàu ngầm đã không bao giờ quay trở về căn cứ.
Hoàn cảnh cụ thể khiến I-371 bị mất vẫn còn là một bí ẩn. Lúc 11 giờ 13 phút ngày 24 tháng 2, tàu ngầm Hoa Kỳ USS Lagarto đang hoạt động ngoài khơi bờ biển Nhật Bản tại eo biển Bungo, khi nó phát hiện một tàu ngầm đang di chuyển trên mặt nước qua radar ở khoảng cách 5.000 yd (4,6 km). Nó phóng ngư lôi đánh chìm tàu ngầm đối phương tại tọa độ 32°40′B 132°33′Đ / 32,667°B 132,55°Đ. Nạn nhân của nó có thể là I-371, cho dù để có mặt tại địa điểm này chiếc tàu ngầm phải đi chậm hơn lịch trình ba ngày. Nguồn khác cho rằng tàu khu trục USS Haggard đã đánh chìm I-371 ngoài khơi Okinawa vào ngày 23 tháng 3, nhưng lúc này đã là 11 ngày kể từ khi phía Nhật Bản công bố I-371 bị mất tích, và rất có thể Haggard đã đánh chìm tàu ngầm Ro-41.
Vào ngày 12 tháng 3, Hải quân Đế quốc Nhật Bản công bố I-371 có thể đã bị mất tại khu vực phụ cận Truk với tổn thất toàn bộ 84 thành viên thủy thủ đoàn. Tên nó được cho rút khỏi đăng bạ hải quân vào ngày 10 tháng 4, 1945.